# 2017 FNSうたの夏まつり

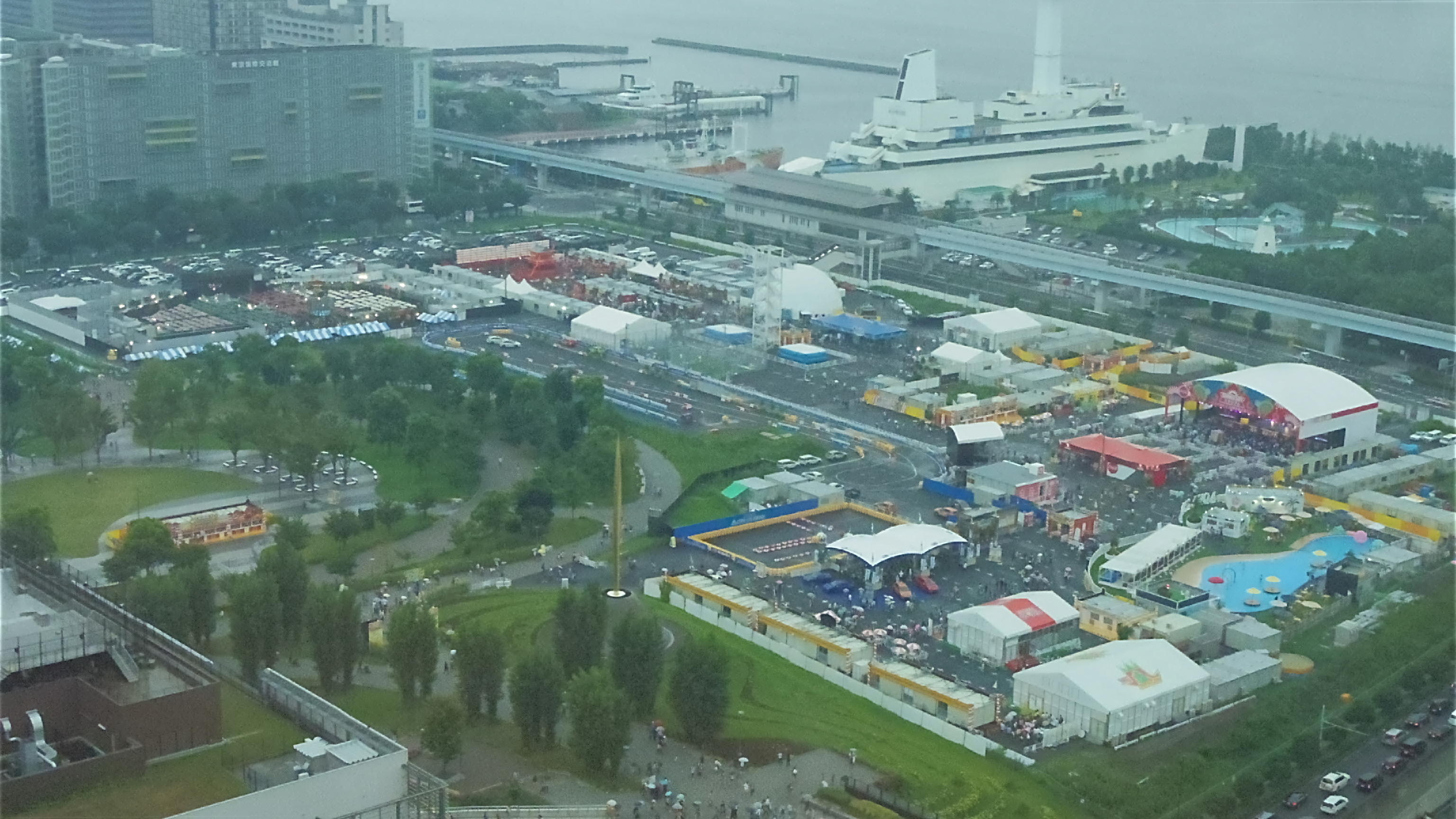
AKB48の夏まつりスペシャルメドレーが行われた屋外ステージが特設された「お台場みんなの夢大陸」の会場

『2017 FNSうたの夏まつり 〜アニバーサリーSP〜』（2017 エフエヌエスうたのなつまつり 〜アニバーサリースペシャル〜）は、フジテレビ系列で2017年8月2日 19:00 - 23:18（JST）に生放送された通算6回目の『FNSうたの夏まつり』である。

## 概要
8月2日に生放送された。前年の昼から夜までの長時間放送から、再び夜での放送へ戻り、番組内容も例年の数十組の出演アーティストによるライブ形式から、出演アーティストの各周年の節目を祝う内容を中心とした番組構成へと例年の『FNSうたの夏まつり』にはない大幅なリニューアルとなる。
生誕80周年の加山雄三、デビュー50周年の萩原健一・森山良子、デビュー45周年の谷村新司、デビュー30周年の工藤静香・森高千里、デビュー25周年の大黒摩季、デビュー20周年のゆず、デビュー15周年のタッキー&翼・森山直太朗、デビュー10周年のBREAKERZ・Hey! Say! JUMP、デビュー5周年のA.B.C-Z・EXILE THE SECOND・GENERATIONS from EXILE TRIBE・乃木坂46といったそれぞれの節目を迎えるアニバーサリーアーティストが一堂に会して総出演して、夏らしいパワフルなパフォーマンスを披露したり、アニバーサリー企画以外にもAKB48が巨大プールにてメドレーを披露したり、ディズニー映画&2017年映画スーパーヒットメドレーといったスペシャル企画も行われた。
出演アーティストは50組となった。アニバーサリーアーティストは17組。また、披露曲数は59曲が披露された。
平均視聴率は19:00 - 20:50（第1部）が7.7%、20:50 - 23:18（第2部）が9.7%で、いずれも『FNSうたの夏まつり』の過去最低の視聴率となった（いずれもビデオリサーチ調べ、関東地区・世帯・リアルタイム）。また、瞬間最高視聴率はスペシャル企画「ディズニー映画スーパーヒットメドレー」で山崎育三郎が映画『美女と野獣』の「ひそかな夢」を披露するシーン（21:09）で、12.7%だった（いずれもビデオリサーチ調べ、関東地区・世帯・リアルタイム）。

## 当日のステージ
今回のステージの最多出演者は、Mattであり、6曲に参加している。また、全てピアノ演奏での参加である。
今回は、全59曲中27曲がコラボレーション（共演）で披露され、例年よりコラボレーション（共演）が少なめの番組構成だった。
番組前半では、デビュー25周年の大黒摩季、デビュー5周年のA.B.C-Z・乃木坂46、デビュー45周年の郷ひろみ・谷村新司、デビュー10周年の森山直太朗・タッキー&翼、デビュー50周年の森山良子、デビュー5周年のEXILE THE SECONDがFNS限定のスペシャルメドレーを披露した。また、スペシャル企画としてディズニー映画スーパーヒットメドレーが行われた。さらに、AKB48が屋外ステージで夏まつりスペシャルメドレーを披露した。
番組後半では、生誕80周年の加山雄三、デビュー5周年のGENERATIONS from EXILE TRIBE、デビュー30周年の工藤静香・森高千里、デビュー20周年のゆず、デビュー10周年のHey! Say! JUMP・BREAKERZ、デビュー50周年の萩原健一がコラボレーションやメドレーを含めたFNS限定のスペシャルパフォーマンスを披露した。また、スペシャル企画として2017年映画スーパーヒットメドレーが行われた。
工藤静香と森高千里は、同世代で親友である岸谷香との共演で、「嵐の素顔」「私の夏」「Diamonds <ダイアモンド>」の3曲を3人のコラボレーションメドレーで披露された。また、「Diamonds <ダイアモンド>」では森高はドラムの演奏で披露した。
ジャニーズ事務所からはタッキー&翼、Hey! Say! JUMP、A.B.C-Zの3組が出演しており、タッキー&翼は『FNSうたの夏まつり』に初出演となった。
今回は、ジャニーズ事務所のタッキー&翼を含め、大黒摩季、工藤静香、萩原健一、森山良子、秋川雅史、小堺一機、水曜日のカンパネラ、菅原小春、竹中直人、T-BOLAN、PUNPEE、藤原紀香、マイク眞木、水谷千重子、生田絵梨花、石丸幹二、大橋卓弥、昆夏美、斎藤司、Beverly、藤澤ノリマサ、Matt、屋比久知奈、山崎育三郎の25組のアーティストが『FNSうたの夏まつり』に初出演した。
生田絵梨花は、乃木坂46・ソロ含めて、全出演アーティストの中で唯一、19時台・20時台・21時台・22時台の全ての時間帯に出演していた。
萩原健一は、フジテレビの音楽番組への出演は1987年放送の『夜のヒットスタジオDELUXE』以来の30年ぶりだった。
PUNPEEは、地上波のテレビ番組にはこれが初出演となった。
トップバッターは、大黒摩季が初めて担当してスペシャルメドレーの最初の曲として「熱くなれ」を披露した。
大トリは、萩原健一が初めて担当して「SHOKEN TRAIN」を披露した。
今回はサブタイトル「アニバーサリーSP」として、各周年を迎えたアニバーサリーアーティスト限定で出演したため、前年に解散したSMAPを含めて、E-girls、Kis-My-Ft2、きゃりーぱみゅぱみゅ、小室哲哉、鈴木雅之、Sexy Zone、T.M.Revolution、德永英明、ナオト・インティライミ、槇原敬之、水樹奈々、モーニング娘。'17、ももいろクローバーZ、和田アキ子などの番組の常連出演アーティストは一切出演しなかった。

### スペシャル企画
今回のメインとなるアニバーサリーアーティストのパフォーマンス以外に、下記の3つのスペシャル企画が行われた（披露曲などの詳細は下記のセットリストを参照）。
尚、「ディズニー映画スーパーヒットメドレー」「2017年映画スーパーヒットメドレー」の2つのスペシャル企画はどちらもミュージカル仕立てで披露された。
AKB48 夏まつりスペシャルメドレー
- AKB48が、前年に10組の女性アイドルグループのプールサイドパーティーが行われたフジテレビ本社前に特設された「お台場みんなの夢大陸2017」のお台場ウォーターパークの屋外ステージで夏まつりスペシャルメドレーを披露した。前年と異なる点として、昼のプールではなく夜の夏祭りを演出するメドレーとして行われた。尚、AKB48の出演を含めて事前収録で行われた。

ディズニー映画スーパーヒットメドレー
- ディズニー映画の『美女と野獣』『リトル・マーメイド』『ライオン・キング』『アナと雪の女王』『モアナと伝説の海』『ピノキオ』『アラジン』といった7作品の主題歌や挿入歌を、出演アーティスト同士のコラボレーションのスペシャルメドレーで披露された。

2017年映画スーパーヒットメドレー
- 2017年公開映画の『ラ・ラ・ランド』『SING/シング』といった2作品の主題歌や挿入歌を、出演アーティスト同士のコラボレーションのスペシャルメドレーで披露された。

## 出演者

### 司会
- 森高千里
- 渡部建（アンジャッシュ）
- 加藤綾子（フリーアナウンサー）

### 出演アーティスト
アニバーサリー・アーティスト
- A.B.C-Z
- EXILE THE SECOND
- 大黒摩季
- 加山雄三
- 工藤静香
- 郷ひろみ
- GENERATIONS from EXILE TRIBE
- タッキー&翼
- 谷村新司
- 乃木坂46
- 萩原健一
- BREAKERZ
- Hey! Say! JUMP
- 森高千里
- 森山直太朗
- 森山良子
- ゆず

スペシャルゲスト（コラボレーションゲスト又はお祝いにかけつけるゲスト）
- 秋川雅史
- 石井竜也
- 岸谷香
- 小堺一機
- 斉藤和義
- 水曜日のカンパネラ
- 菅原小春
- Takamiy
- 竹中直人
- T-BOLAN
- Nissy
- PUNPEE
- 藤原紀香
- マイク眞木
- 水谷千重子

AKB48夏まつり企画
- AKB48

ディズニー映画スーパーヒットメドレー&2017年映画スーパーヒットメドレー
- 生田絵梨花（乃木坂46）
- 石井竜也
- 石丸幹二
- 大橋卓弥（スキマスイッチ）
- クリス・ハート
- 昆夏美
- 斎藤司（トレンディエンジェル）
- 新妻聖子
- 西島隆弘（Nissy）
- Beverly
- 藤澤ノリマサ
- Matt
- miwa
- 屋比久知奈
- 山崎育三郎
- Little Glee Monster

### その他のゲスト
- めちゃイケメンバー - ゆずの祝福コメントとしてVTR出演。

### ナレーション
- 加藤綾子 - 番組のオープニング
- 石丸幹二 - アニバーサリーアーティストのVTR紹介
- 友近 - 同上

### 音楽・演奏
- 武部聡志音楽団

音楽監督：武部聡志／演奏：Dr. 村石雅行、Ba. 須長和広、Gt. 鳥山雄司・遠山哲朗、Key. 清水俊也、Cho. 今井マサキ・加藤いづみ・佐々木詩織、Strings. 今野均ストリングス、Brass. 竹下良成

## セットリスト
| 順番 | アーティスト                                        | 楽曲                                                              |
| ---- | --------------------------------------------------- | ----------------------------------------------------------------- |
| 1    | 大黒摩季                                            | 熱くなれ (1996)                                                   |
| 2    | 大黒摩季                                            | チョット (1993)                                                   |
| 3    | 大黒摩季                                            | 夏が来る (1994)                                                   |
| 4    | 大黒摩季                                            | あなただけ見つめてる (1993)                                       |
| 5    | 大黒摩季×藤原紀香                                   | ら・ら・ら (1995/大黒摩季)                                        |
| 6    | A.B.C-Z                                             | Reboot!!!                                                         |
| 7    | A.B.C-Z                                             | Summer上々!! (2015)                                               |
| 8    | 乃木坂46                                            | ぐるぐるカーテン (2012)                                           |
| 9    | 乃木坂46                                            | ひと夏の長さより…                                                 |
| 10   | 郷ひろみ                                            | 男の子女の子 (1972)                                               |
| 11   | 郷ひろみ                                            | よろしく哀愁 (1974)                                               |
| 12   | 郷ひろみ                                            | ハリウッド・スキャンダル (1978)                                   |
| 13   | 郷ひろみ×水谷千恵子                                 | 言えないよ (1994/郷ひろみ)                                        |
| 14   | 郷ひろみ×水谷千恵子                                 | お嫁サンバ (1981/郷ひろみ)                                        |
| 15   | 谷村新司×秋川雅史×横浜山手中華学校                  | 昴 -すばる- (1980/谷村新司)                                       |
| 16   | 森山直太朗×菅原小春                                 | 生きとし生ける物へ (2004/森山直太朗)                              |
| 17   | 森山直太朗                                          | 絶対、大丈夫                                                      |
| 18   | タッキー&翼                                         | 夢物語 (2003)                                                     |
| 19   | タッキー&翼                                         | Ho! サマー (2006)                                                 |
| 20   | タッキー&翼                                         | Venus (2006)                                                      |
| 21   | 森山良子×マイク眞木                                 | この広い野原いっぱい (1967/森山良子)                              |
| 22   | マイク眞木×森山良子                                 | バラが咲いた (1966/マイク眞木)                                    |
| 23   | AKB48                                               | 恋するフォーチュンクッキー (2013)                                 |
| 24   | AKB48                                               | 真夏のSounds good ! (2012)                                        |
| 25   | EXILE THE SECOND                                    | Summer Lover                                                      |
| 26   | EXILE THE SECOND                                    | YEAH!! YEAH!! YEAH!! (2016)                                       |
| 27   | 昆夏美×山崎育三郎                                   | 美女と野獣 (昆夏美&山崎育三郎)                                    |
| 28   | 生田絵梨花×Matt                                     | パート・オブ・ユア・ワールド (1989/ジョディ・ベンソン)            |
| 29   | 石丸幹二×miwa×Matt                                  | アンダー・ザ・シー (1989/サミュエル・E・ライト)                   |
| 30   | 藤澤ノリマサ×Beverly×Matt                           | 愛を感じて (1994/エルトン・ジョン)                                |
| 31   | 屋比久知奈×Matt                                     | どこまでも 〜How Far I'll Go〜 (屋比久知奈)                       |
| 32   | Nissy×miwa×Matt                                     | 星に願いを (1940/ジミニー・クリケット)                            |
| 33   | 石井竜也×新妻聖子×Matt                              | ホール・ニュー・ワールド (1992/ピーボ・ブライソン&レジーナ・ベル) |
| 34   | 山崎育三郎                                          | ひそかな夢                                                        |
| 35   | 加山雄三×斉藤和義×Takamiy                           | 夜空の星 (1965/加山雄三)                                          |
| 36   | 加山雄三×PUNPEE                                     | お嫁においで (1966/加山雄三)                                      |
| 37   | 加山雄三×竹中直人×Takamiy                           | 美しいヴィーナス (1970/加山雄三)                                  |
| 38   | 加山雄三×水曜日のカンパネラ                         | 海 その愛 (1976/加山雄三)                                         |
| 39   | 加山雄三×石井竜也×Takamiy×ALL                       | 君といつまでも (1965/加山雄三)                                    |
| 40   | GENERATIONS                                         | 太陽も月も                                                        |
| 41   | GENERATIONS                                         | PIERROT (2016)                                                    |
| 42   | クリス・ハート×Beverly                              | City Of Stars (ライアン・ゴズリング)                              |
| 43   | 石丸幹二×新妻聖子×生田絵梨花×クリス・ハート×Beverly | Another Day Of Sun (ラ・ラ・ランド オールキャスト)                |
| 44   | 斎藤司                                              | Shake It Off (2014/テイラー・スウィフト)                          |
| 45   | 斎藤司                                              | Bad Romance (2009/レディー・ガガ)                                 |
| 46   | Little Glee Monster                                 | Don't You Worry 'Bout A Thing (1973/スティーヴィー・ワンダー)     |
| 47   | 大橋卓弥                                            | I'm Still Standing (1990/エルトン・ジョン)                        |
| 48   | 石丸幹二                                            | My Way (1969/フランク・シナトラ)                                  |
| 49   | 工藤静香×森高千里×岸谷香                            | 嵐の素顔 (1989/工藤静香)                                          |
| 50   | 森高千里×工藤静香×岸谷香                            | 私の夏 (1993/森高千里)                                            |
| 51   | 岸谷香×工藤静香×森高千里                            | Diamonds <ダイアモンド> (1989/プリンセス・プリンセス)             |
| 52   | ゆず×Nissy                                          | 夏色 (1998/ゆず)                                                  |
| 53   | ゆず×乃木坂46                                       | タッタ (ゆず)                                                     |
| 54   | Hey! Say! JUMP                                      | Ultra Music Power (2007)                                          |
| 55   | Hey! Say! JUMP                                      | ウィークエンダー (2014)                                           |
| 56   | BREAKERZ                                            | 夢物語                                                            |
| 57   | Hey! Say! JUMP                                      | Precious Girl                                                     |
| 58   | T-BOLAN×BREAKERZ                                    | 離したくはない (1991/T-BOLAN)                                     |
| 59   | 萩原健一                                            | SHOKEN TRAIN (1984)                                               |

### VTR
- 出演アーティストによるパフォーマンスに合わせて、過去に放送された『歌うロマンスタジオ』『夜のヒットスタジオ』『MUSIC FAIR』といったフジテレビの音楽番組で披露されたパフォーマンスのVTR映像が放送された。

1. 石原裕次郎「夜霧よ今夜も有難う」(1967)
2. キャンディーズ「暑中お見舞い申し上げます」(1977)
3. 神田沙也加×津田英佑「とびら開けて」(2014)
4. テレサ・テン「別れの予感」(1987)

## その他
- この回は安倍政権の内閣改造と重なったため、関連のニュース速報のテロップ挿入が多発した。例として関西テレビの場合は1回目の速報時には必ずチャイムを鳴らすが、番組後半からは視聴者に配慮してか速報時にチャイムを鳴らさなくなった。

## スタッフ
- 音楽監督：武部聡志
- 構成：山内浩嗣、大野慶助
- セットデザイナー：鈴木賢太
- 美術プロデューサー：三竹寛典
- 美術進行：西嶋友里、鈴木真吾
- 大道具：浅見大、藤沢和雄、瀬名波康之
- アクリル装飾：斉藤祐介、相原加奈
- アートフレーム：田中裕司（スタジオ）、鈴木綱敏（スタジオ）、石井智之（夢大陸ステージ）、高木慶一（夢大陸ステージ）
- 電飾：白鳥雄一（興進電化）、四尾龍郎（KINETIC LIGHTS JAPAN）、後藤佑介（テルミック）、佐藤智之（テルミック）
- 装飾：門間誠
- ファイバーワーク：西村怜子
- プラントプランナー：広田明、後藤健
- フラワーアレンジ：荒川直史
- 視覚効果：鈴木希望、倉谷美奈絵
- LED：齋藤淳之介（東京チューブ）、戸高睦治（東京チューブ）
- 楽器：島津哲也（サンフォニックス）
- メイク：山田かつら
- 美術協力：菱沼商店
- エキストラデザイン：邨山直也
- CG：古畑資展
- TD／SW：米山和孝
- SW：斉藤伸介、橋本達也
- カメラ：京田航、上田容一郎
- 音声：太田宗孝、木村瞬
- VE：小幡成樹、久保島春樹
- 照明デザイン：植松晃一、朝倉康之、大野遙平
- PA：松田勝治、白鳥慎一郎、渡眞利泰樹
- クレーン：明光セレクト、ジェイ・クルー、関西ロケーションサービス
- 音楽コーディネート：大滝拓見、西村信乃
- 振付：JUN
- 編成：西原恵
- 宣伝：斎藤千可子
- 広報：佐藤未郷
- ホームページ担当：鈴木小織
- テロップ送出：小倉敦之（デジデリック）、草崎祐一郎（デジデリック）
- 音響効果：中田圭三（4-Legs）、野呂楓子（4-Legs）、小堀一
- 編集：坂本貴志（共同テレビジョン）
- MA：藤井啓介（共同テレビジョン）、高橋誠一郎（共同テレビジョン）
- 運営：椎名貴一（スマイルオン）
- 場内管理：坂井伸治
- TK：平野美紀子、石原由季、山口奈保美
- デスク：冨張明子、谷山里美
- 協力：ハーフトーンミュージック、日比谷花壇、チャンプオート
- 技術協力：fmt、共同テレビジョン、サンフォニックス、共立、放映サービス、田中電設、PRG、ピーシーライツ、MTプランニング
- エグゼクティブ・プロデューサー：石田弘
- 制作進行：早川和希
- アシスタントプロデューサー：加藤万貴、湯浅恵理子、岩田恵
- 制作プロデューサー：土田芳美、宇賀神裕子、後藤夏美
- 送出ディレクター：志賀一寿、青木あゆみ
- フロアディレクター：大野悟、黒岩栄治
- 編集ディレクター：唐雅則、三好達也
- トークディレクター：佐藤正樹、後藤悠樹
- プロデューサー：若林美樹、三浦淳、河本晃典
- ディレクター：浜崎綾、島田和正、太田秀司
- 演出：松永健太郎
- チーフプロデューサー：板谷栄司
- 制作著作：フジテレビ

## 関連番組
- Love music

当番組の司会である森高・渡部がMCを務める音楽番組。同年7月31日の放送では「『FNSうたの夏まつり』直前!完全ナビゲートSP」と題して、司会の森高・渡部・加藤と今年の出演アーティストが、番組の見どころを含めたコメントやトークが放送された。
- 石丸・友近の8月2日まで待てない! FNSうたの夏まつり直前予習スペシャル

同年7月29日の『土チャレ』枠（14:05 - 15:00、関東ローカル）に放送された事前番組。司会の森高・渡部・加藤と今年の出演アーティストが、番組の見どころを紹介したり、意気込みコメントが放送された。
フジテレビ以外の一部の系列局でも後日、深夜や早朝に遅れ放送を実施された。